# Krasnoarmeiski Gorodok
Krasnoarmeiski Gorodok (del ruso: Красноармейский Городок) es un jútor del raión de Slaviansk del krai de Krasnodar, en el sur de Rusia. Está situado en la orilla izquierda del río Protoka, distributario del delta del Kubán, 30 km al noroeste de Slaviansk-na-Kubani y 91 km al noroeste de Krasnodar, la capital del krai. Tenía 557 habitantes en 2010.
Pertenece al municipio Kírovskoye.

## Historia
La localidad fue fundada en 1933 por soldados del Ejército Rojo (Krásnaya Armiya, de ahí su nombre) licenciados procedentes principalmente del óblast de Briansk, que se trasladaron aquí voluntariamente para reforzar la población de la región.

## Lugares de interés
Cerca del jútor se halla el memorial en la fosa donde yacen los restos de los soldados que murieron en la defensa y posterior liberación de la población durante la Gran Guerra Patria en 1942-1943.

## Servicios sociales
Krasnoarmeiski Gorodok cuenta con un Club rural de Cultura, una biblioteca, y un punto de enfermería, entre otros establecimientos.